# Lelkoun filipínský
Lelkoun filipínský (Batrachostomus septimus) je noční pták z řádu lelkounů žijící na Filipínách. Živí se cikádami, cvrčky a brouky a vzhledem k tomu, že je aktivní v noci a neprojevuje se žádným charakteristickým zvukem, je doposud poměrně málo prozkoumán.
Samice snáší jen jedno vejce za hnízdní sezonu. 

## Systematika
Tento druh tvoří tři známe poddruhy:
- B. s. menagei
- B. s. microrhynchus
- B. s. septimus